# Layvin Kurzawa
Layvin Kurzawa, född 4 september 1992 i Fréjus, Frankrike, är en fransk fotbollsspelare som spelar för Paris Saint-Germain. 
I Sverige är han mest känd för att ha retat upp flera svenska spelare, bland andra John Guidetti, med en hånfull målgest efter att Frankrike gjorde ett sent mål mot Sverige i kvalet till U21-EM 2015. Sverige gjorde dock mål två minuter senare varpå det hela svenska laget gjorde samma målgest tillbaka och det blev sedan en återkommande målgest i Sveriges U21-EM som ledde hela vägen fram till EM-Guld.